# Liste der Einträge im National Register of Historic Places im Sutton County
Die Liste der Registered Historic Places im Sutton County führt alle Bauwerke und historischen Stätten im texanischen Sutton County auf, die in das National Register of Historic Places aufgenommen wurden.

## Aktuelle Einträge
| Lfd. Nr. | Name                     | Bild | Datum der Eintragung | Adresse/Lage | Ort    | ID       | Beschreibung |
| -------- | ------------------------ | ---- | -------------------- | ------------ | ------ | -------- | ------------ |
| 1        | Old Mercantile Building  |      | 30. Jan. 1978        | 222 Main St. | Sonora | 78002979 |              |
| 2        | Sutton County Courthouse |      | 15. Juli 1977        | Public Sq.   | Sonora | 77001476 |              |